# Director del Gabinete de la Presidencia del Gobierno
El director del Gabinete de la Presidencia del Gobierno, y menos comúnmente, director del Gabinete del Presidente del Gobierno, es un alto cargo de la Presidencia del Gobierno de España que encabeza el Gabinete de la Presidencia del Gobierno. El director del Gabinete, con rango de secretario de estado, es el principal colaborador del presidente del Gobierno, dirigiendo todos aquellos servicios que conforman el núcleo de la Presidencia del Gobierno. En el ámbito de la Casa Real, su homólogo sería el Jefe de la Casa de Su Majestad el Rey.
El director del Gabinete encabeza el Comité de Dirección de la Presidencia del Gobierno, un órgano creado en 2020 para llevar a cabo «la coordinación del asesoramiento y apoyo de la actividad de la Presidencia del Gobierno». En este comité se integran la mayoría de altos cargos de La Moncloa. Asimismo, el director del Gabinete posee su propio gabinete.
Por último, el director del Gabinete es miembro de la Comisión General de Secretarios de Estado y Subsecretarios y del Consejo de Seguridad Nacional —del que es secretario—.

## Papel
En el caso de España, el director del Gabinete se trata de un cargo político ocupado por personas cercanas al presidente del Gobierno, pero con menor relevancia pública que sus homólogos de Estados Unidos [Jefe de Gabinete de la Casa Blanca (White House Chief of Staff)] o Alemania [Jefe de la Cancillería Federal (Chef des Bundeskanzleramts)], entre otros, puesto que en España el jefe del Gabinete suele tener un papel casi «invisible», sin formar parte del Consejo de Ministros, con pocas apariciones en la prensa y en muchas ocasiones sin acompañar al presidente en actos públicos —con la excepción de algunos como Jorge Moragas—.
Aunque en sus inicios el papel de este actor no estaba propiamente regulado, en la actualidad tiene unas funciones muy definidas en los reales decretos que en cada inicio de mandato aprueban los presidentes del Gobierno para organizar su entorno de trabajo, esto es, la Presidencia del Gobierno. Esta evolución normativa ha sido posible por la propia evolución del Gabinete de la Presidencia del Gobierno, pero siempre ha tenido un elemento común: el poder del jefe de Gabinete deriva del que el presidente quiera darle.
Así, el cargo ha pasado de una regulación menor y una categoría de director general durante las presidencias de Adolfo Suárez y Leopoldo Calvo-Sotelo, a ser un actor clave en materias tan relevantes como la seguridad nacional o la gestión de crisis a partir de la presidencia de José Luis Rodríguez Zapatero, llegando a su máximo nivel de autoridad durante la presidencia de Pedro Sánchez, que creó un Comité de Dirección que puso bajo el control del director del Gabinete, entre otros órganos, tanto a la Secretaría de Estado de Comunicación como a la Secretaría General de la Presidencia —que ya desde 2017 dependía del director del Gabinete y de la que ya llevaba tiempo asumiendo funciones—, siendo el director de Gabinete el centro de poder de la Presidencia del Gobierno. 

## Gabinete de la Presidencia del Gobierno
El director encabeza el Gabinete de la Presidencia del Gobierno, el máximo órgano de asistencia política y técnica al servicio del presidente del Gobierno.

## Directores del Gabinete
Desde que se creó el cargo, trece personas lo han ocupado. De ellas, únicamente Carmen Díez de Rivera, su primera titular, ha sido mujer. José Enrique Serrano ha sido el único que ha ostentado el empleo en dos mandatos diferentes, lo que le ha permitido ser una de las persona que más tiempo lo ostentó —ocho años y medio—, pero sin superar a Eleuterio Roberto Dorado Zamorano, que estuvo en el cargo durante 10 años y 228 días. José Luis Ayllón fue el que menos tiempo estuvo al frente del Gabinete del Presidente, con 133 días de mandato.
| N.º  | Director/a | Director/a                        | Nombramiento             | Cese                    | Duración           | Presidente del Gobierno | Presidente del Gobierno      |
| ---- | ---------- | --------------------------------- | ------------------------ | ----------------------- | ------------------ | ----------------------- | ---------------------------- |
| 1.ª  |            | Carmen Díez de Rivera             | 19 de julio de 1976      | 14 de mayo de 1977      | 299 días           |                         | Adolfo Suárez                |
| 2.º  |            | Alberto Aza Arias                 | 14 de mayo de 1977       | 6 de marzo de 1981      | 3 años y 296 días  |                         | Adolfo Suárez                |
| 3.º  |            | Eugenio Galdón Brugarolas         | 6 de marzo de 1981       | 7 de diciembre de 1982  | 1 año y 276 días   |                         | Leopoldo Calvo-Sotelo        |
| 4.º  |            | Eleuterio Roberto Dorado Zamorano | 15 de diciembre de 1982  | 31 de julio de 1993     | 10 años y 228 días |                         | Felipe González              |
| 5.º  |            | Antonio Zabalza Martí             | 30 de julio de 1993      | 28 de julio de 1995     | 1 año y 363 días   |                         | Felipe González              |
| 6.º  |            | José Enrique Serrano              | 28 de julio de 1995      | 7 de mayo de 1996       | 284 días           |                         | Felipe González              |
| 7.º  |            | Carlos Aragonés                   | 7 de mayo de 1996        | 19 de abril de 2004     | 7 años y 348 días  |                         | José María Aznar             |
| 8.ª  |            | José Enrique Serrano              | 19 de abril de 2004      | 23 de diciembre de 2011 | 7 años y 248 días  |                         | José Luis Rodríguez Zapatero |
| 9.º  |            | Jorge Moragas Sánchez             | 23 de diciembre de 2011  | 22 de diciembre de 2017 | 5 años y 364 días  |                         | Mariano Rajoy                |
| 10.º |            | José Luis Ayllón                  | 26 de enero de 2018      | 8 de junio de 2018      | 133 días           |                         | Mariano Rajoy                |
| 11.º |            | Iván Redondo                      | 8 de junio de 2018       | 13 de julio de 2021     | 3 años y 35 días   |                         | Pedro Sánchez                |
| 12.º |            | Óscar López Águeda                | 13 de julio de 2021      | 5 de septiembre de 2024 | 3 años y 54 días   |                         | Pedro Sánchez                |
| 13.º |            | Diego Rubio Rodríguez             | 10 de septiembre de 2024 |                         | 275 días           |                         | Pedro Sánchez                |